# Бережница (Ровненская область)
Бережни́ца (укр. Бережниця) — село, центр Бережницкого сельского совета Сарненський району Ровненской области Украины.
Население по переписи 2001 года составляло 646 человек. Почтовый индекс — 34164. Телефонный код — 3658. Код КОАТУУ — 5621880601.

## Известные уроженцы
- Родилась известный украинский скульптор Брыж, Теодозия Марковна (1929—1999). Здесь же поставлен памятник Т. Г. Шевченко её работы.

## Местный совет
34164, Ровненская обл., Дубровицкий р-н, с. Бережница, ул. Центральная, 10.